# Густав Вагнер
Густав Франц Вагнер (нім. Gustav Franz Wagner; 18 липня 1911, Відень, Австро-Угорщина — 3 жовтня 1980, Сан-Паулу, Бразилія) — австрійський нацист, обершарфюрер СС, заступник коменданта концтабору Собібор у Генерал-губернаторстві,вбив від 200-000 до 250.000 тисяч євреїв у газових камерах,після Другої світової війни втік до Бразилії та жив під вигаданим ім'ям,з часом був знайдений мертвим.

## Біографія
Член НСДАП з 1931 року і СС з кінця 1930-х років. Брав участь у вбивстві інвалідів. Він відповідальний за вбивство 200 000 в'язнів Собібора. Здобув популярність як садист, «кат Собібора», «м'ясник», який хвалився, що не йде обідати, поки когось не вб'є.
Після війни працював під вигаданим ім'ям будівельником в Ґраці, потім йому вдалося втекти до Бразилії. Засуджений військовим трибуналом до смертної кари (заочно).
12 квітня 1950 був зареєстрований в Бразилії як Гюнтер Мендель і жив під цим ім'ям до 30 травня 1978 року, коли він був знайдений Центром Симона Візенталя і за його запитом арештований владою. Запити Ізраїлю, Польщі та Австрії про видачу Вагнера були відхилені. 22 червня 1979 року запит НДР також був відхилений. У своєму інтерв'ю BBC він заявив, що не відчуває докорів сумління за свою роботу.
3 жовтня 1980 року труп Густава Вагнера був знайдений з ножем у грудях. За словами адвоката, Вагнер наклав на себе руки,за деякою інформацію міг бути вбитий агентам Моссаду який діяв у Південній Америці ще у 1960-их роках,але реальних доказів так і нема.